# Гебхард Леберехт фон Блихер
Гебхард Леберехт фон Блихер (Росток, 16. децембар 1742 — Крибловиц, 12. септембар 1819) био је пруски, фелдмаршал, војсковођа и војвода од Валштата, који је предводио пруску војску против Наполеона у бици код Лајпцига 1813. и бици код Ватерлоа 1815. године. Био је гроф, који је касније постао кнез Валштата. Почасни је грађанин Ростока и Берлина, који је носио надимак „генерал напред“ због свога приступа ратовању.

## Седмогодишњи рат
Рођен је у Ростоку, балтичкој луци у Мекленбургу у северној Немачкој. Припадао је породици земљопоседника са традицијом из најмање 13. века. Започео је војну каријеру са шеснаест година придруживши се шведској армији као хусар. Тада је Шведска ратовала са Пруском у Седмогодишњем рату. Блихер је учествовао у померанијском походу, када је био заробљен у борби са пруским хусарима. Пуковник пруске пуковније Белинг био је импресиониран младим хусаром и приморао га је да се придружи пуковнији. Учествовао је у каснијим биткама Седмогодишњег рата. Као хусарски официр стекао је много искуства о лакој коњици. Ватрена духа, знао је да прекорачи овлашћења, као што је на пример било лажно стрељање осумњиченог пољског свештеника, који је наводно подржавао пољски устанак 1772. Због свега тога није унапређен у мајора, како се очекивало. Коњички капетан Блихер је на то послао увредљиво писмо о оставци. Фридрих Велики му је 1773. допустио да напусти војску одговором "Коњички капетан Блихер може да иде до ђавола".

## Поново се активира
После тога посветио се земљорадњи. За 15 година је постао независтан. Имао је жену, седморо деце и постао је масон. За време живота Фридриха Великога није се могао вратити у војску. Након краљеве смрти 1786. поново је постављен 1787. у старој пуковнији као мајор црвених хусара. Суделовао је у експедицији у Холандији 1787, па је 1788. унапређен у потпуковника. Већ 1789. добио је највише пруско војно одликовање, а 1794. је постао пуковник црвених хусара. Током 1793. и 1794. истицао се у коњичким акцијама против Француза, а за успех је унапређен у генерал-мајора. Генерал-потпуковник је постао 1801. године.

## Рат 1805—1806.
Истицао се од 1805. до 1806. као један од вођа ратне фракције у Пруској и учествовао је као генерал коњице у походу, који је 1806. завршио тешким поразом Пруске. У бици код Јене и Ауерштета много пута је на челу пруске коњице нападао код Ауерштета, али било је то прерано и безуспешно. За време повлачења разбијене пруске армије командовао је заштитницом корпуса кнеза Хоенлое. Након капитулације главнине пруске војске предводио је остатак војске на север. У близини Либека борио се у низу сукоба, али морао се предати у Ратекау 7. новембра 1806. Блихер је инсистирао да у акт о капитулацији уђе реченица да се предао јер више није имао муниције ни снабдевања, а да су његови војници били почаствовани од француских. Блихеру је на његову часну реч било дозвољено да задржи сабљу и да се слободно креће. Убрзо је Блихер био замењен за француског генерала Виктора. Учествовао је у рату у Померанији, Берлину и Кенигзбергу до краја рата.

## Рат Шесте коалиције
После рата Блихера су сматрали природним вођом патриотске партије. Надао се савезу са Аустријом 1809, али то се изјаловило. Тада је постао генерал коњице. Током 1812. отворено се изјаснио за савез са Русијом и Француском да га готово више нису хтели да виде на двору.
Током 1813. Блихера су поново поставили у врховну команду. био је присутан у бици код Лицена и у бици код Бауцена. За време примирја радио је на реорганизацији пруске војске, а када се рат наставио Блихер је постао главнокомандујући војске у Шлеској. Под његовом командом је било 40.000 Пруса и 50.000 Руса, а у штабу су му били Август фон Гнајзенау и Фридрих фон Муфлинг. Проблем код савезничких армија је био да често није било лако наћу заједнички језик. Када није могао да увери друге Блихер би сам кренуо у акцију, па би га други пратили. Победио је маршала Етјена Макдоналда у бици код Кацбаха. Маршала Мормона је победио код Мекерна. У бици код Лајпцига заслужан је за победу над Наполеоном.
Након битке код Мекерна унапређен је у фелдмаршала. током тиме 1813—1814. Блихер је успео наговорити савезнике да пренесу рат у Француску. Извојевао је неколико победа у Француској, а победом у бици код Лаона 9. марта—10. марта 1814. одлучена је практично судбина целога похода. После тога суделовао је у операцијама бохемске армије. На крају је са бохемском и шлеском армијом ишао на Париз. Победом код Монтматра савезници су ушли у Париз и срушили Наполеона. Блихер се залагао за оштро кажњавање Француске због свега што је Пруска претрпјела. Остали команданти су га спречили у науму. Постао је у јуну 1814. кнез од Валштата.

## Рат Седме коалиције
Повукао се у Шлеску, али након Наполеонова повратка са Елбе Блихер се поново активирао. Командовао је армијом Доњег Порајња. Генерал Август фон Гнајзенау је био његов начелник штаба. За време битке код Лињија 16. јуна 1815. Пруси су претрпјели тежак пораз. Остали су без коњица, а Блихер је једва спасио главу. Неколико сати није могао преузети команду, па је фон Гнајзенау повукао и сакупио поражену војску и послао је у помоћ војводи од Велингтона у бици код Ватерлоа. Пруска војска је успела након тешкога марша кроз муљевите путеве да доринесе савезничкој победи. Након тога су гањали Французе до Париза, у који су ушли 7. јула 1815.